# TV Niederwürzbach
Il TV Niederwürzbach è una squadra di pallamano maschile tedesca, con sede a Niederwürzbach.

## Palmarès

### Trofei internazionali
- City Cup: 1
1994-95.